# Coelocybidae
Coelocybidae (лат.) — семейство паразитических наездников из надсемейства Chalcidoidea (или подсемейство Coelocybinae в Pteromalidae) отряда перепончатокрылые насекомые.

## Описание
Антенны с 11 члениками жгутиками. Глаза вентрально расходятся. Клипеус с поперечной субапикальной бороздкой (простирающейся от одной передней тенториальной ямки до другой). Лабрум скрыт за наличником, гибкий, субпрямоугольный, с краевыми волосками в ряд. Мандибулы с 3 зубцами. Субфораминальный мост с постгеном, разделенным нижним тенториальным мостом. Мезоскутеллум с френумом и с парой волосков на нём или рядом, а также с аксиллярной бороздкой. Мезоплевральная область без расширенного акроплеврона; мезэпимерон не выступает за передний край метаплеврона. Все ноги с 5 тарзомерами; шпоры передних голеней длинные и изогнутые; базитарзальный гребень продольный. Метасома с синтергумом, без эпипигия.

## Систематика
Около 20 родов (Австралия, Южная Америка). Группа впервые была выделена в 1988 году как подсемейство Coelocybinae в составе подсемейства Pteromalidae. В 2022 году в ходе реклассификации птеромалид это крупнейшее семейство хальцидоидных наездников было разделено на 24 семейства и Coelocybinae выделены в отдельное семейство Coelocybidae. Их бывший род Yrka Bouček, 1988 (Австралия) перенесён в состав подсемейства Colotrechninae (триба Amerostenini) из семейства Pteromalidae, а род Cecidellis Hanson, 2005 выделен в подсемейство Cecidellinae из семейства Pirenidae.
- Acoelocyba Bouček, 1988
- Ambogaster Heydon, 2005[5]
- Ariasina Heydon, 2014[6]
- Coelocyba Ashmead, 1990
- Coelocyboides Girault, 1913
- Cooloolana Bouček, 1988
- Cybopella Bouček, 1988
- Erotolepsiella Girault, 1915
- Eucoelocybomyia Girault, 1915
- Fusiterga Bouček, 1988
- Lanthanomyia De Santis, 1967
- Lelapsomorpha Girault, 1913
- Liepara Bouček, 1988
- Nerotolepsia Girault, 1920
- Ormyromorpha Girault, 1913
- Paratomicobia Girault, 1915
- Tomicobomorphella Girault, 1915